# Tian Jia
Tian Jia (en chino: 田佳; Tianjin, 9 de febrero de 1981) es una deportista china que compitió en voleibol, en la modalidad de playa.
Participó en tres Juegos Olímpicos de Verano, entre los años 2000 y 2008, obteniendo la medalla de plata en Pekín 2008 (haciendo pareja con Wang Jie). Ganó dos medallas en el Campeonato Mundial de Vóley Playa, plata en 2007 y bronce en 2005.

## Palmarés internacional
| Juegos Olímpicos   | Juegos Olímpicos  | Juegos Olímpicos  | Juegos Olímpicos |
| Año                | Lugar             | Medalla           | Pareja           |
| ------------------ | ----------------- | ----------------- | ---------------- |
| 2008               | Pekín (China)     | Medalla de plata  | Wang Jie         |
| Campeonato Mundial |                   |                   |                  |
| Año                | Lugar             | Medalla           | Pareja           |
| 2005               | Berlín (Alemania) | Medalla de bronce | Wang Fei         |
| 2007               | Gstaad (Suiza)    | Medalla de plata  | Wang Jie         |